# Liga Mexicana de Béisbol 1963
La Temporada 1963 de la Liga Mexicana de Béisbol fue la edición número 39. Para este año hubo una expansión en la liga de 6 a 7 equipos. El equipo de expansión fueron los Broncos de Reynosa que debutaban en la liga. Se mantiene el sistema de  competencia con un rol corrido pero para esta temporada constaba de 132 juegos, el equipo con el mejor porcentaje de ganados y perdidos se coronaba campeón de la liga.
Los Pericos de Puebla obtuvieron el primer campeonato de su historia al terminar la temporada regular en primer lugar con marca de 80 ganados y 52 perdidos, con 9 juegos de ventaja sobre los Diablos Rojos del México. El mánager campeón fue Antonio "Tony" Castaño.

## Equipos participantes
| Liga Mexicana de Béisbol 1963 |           |                       |                       |           |
| Equipo                        | Fundación | Ciudad                | Estadio               | Capacidad |
| Broncos de Reynosa            | 1963      | Reynosa, Tamaulipas   | Adolfo López Mateos   | 10,000    |
| Diablos Rojos del México      | 1940      | México, D. F.         | Seguro Social         | 25,000    |
| Pericos de Puebla             | 1938      | Puebla, Puebla        | Ignacio Zaragoza      | 22,000    |
| Petroleros de Poza Rica       | 1958      | Poza Rica, Veracruz   | Jaime J. Merino       | 10,000    |
| Rojos del Águila de Veracruz  | 1903      | Veracruz, Veracruz    | Deportivo Veracruzano | 12,000    |
| Sultanes de Monterrey         | 1939      | Monterrey, Nuevo León | Cuauhtémoc            | 8,000     |
| Tigres Capitalinos            | 1955      | México, D. F.         | Seguro Social         | 25,000    |

## Posiciones
| Liga Mexicana de Béisbol | Liga Mexicana de Béisbol | Liga Mexicana de Béisbol | Liga Mexicana de Béisbol | Liga Mexicana de Béisbol |
| Equipo                   | JG                       | JP                       | PCT                      | JV                       |
| ------------------------ | ------------------------ | ------------------------ | ------------------------ | ------------------------ |
| Puebla                   | 80                       | 52                       | .606                     | -                        |
| México                   | 71                       | 61                       | .538                     | 9.0                      |
| Monterrey                | 70                       | 62                       | .530                     | 10.0                     |
| Tigres                   | 66                       | 66                       | .500                     | 14.0                     |
| Poza Rica                | 66                       | 66                       | .500                     | 14.0                     |
| Águila                   | 56                       | 76                       | .424                     | 24.0                     |
| Reynosa                  | 53                       | 79                       | .402                     | 27.0                     |

| Campeón de la Liga |

## Juego de Estrellas
Para el Juego de Estrellas de la LMB se realizaron tres ediciones entre las selecciones de Extranjeros y Mexicanos. El primer partido se llevó a cabo el 3 de junio en el Parque Deportivo Veracruzano en Veracruz, Veracruz. La selección de Mexicanos se impuso a la selección de Extranjeros 8 carreras a 4.
El segundo juego se llevó a cabo el 20 de junio en el Estadio Adolfo López Mateos en Reynosa, Tamaulipas. La selección de Mexicanos se impuso a la selección de Extranjeros 12 carreras a 8.
El tercer juego se llevó a cabo el 26 de agosto en el Parque del Seguro Social en México, D. F. La selección de Mexicanos se impuso a la selección de Extranjeros 8 carreras a 7.

## Designaciones
Se designó como novato del año a Vicente Romo  de los Tigres Capitalinos.

## Acontecimientos relevantes
- 15 de marzo: Francisco García conectó home run en la décima entrada, y los Tigres Capitalinos derrotaron 7-5 a las Medias Blancas de Chicago, en el Parque del Seguro Social.
- 16 de abril: Miguel "Becerril" Fernández de los Diablos Rojos del México conecta 3 home runs en un juego y 2 en una entrada, empatando récords, hasta entonces.[2]
- Ronaldo "Ronnie" Camacho rompe el la marca de 36 jonrones impuesta por el Cubano Aldo Salvent en 1960 e impone la propia de 39.